# AmiExpress
Az AmiExpress (más néven: Ami-Express, illetve /X) az Amiga platform egyik legnépszerűbb BBS alkalmazása volt, melyet a Synthetic Technologies adott ki 1992-ben. A szoftvert széles körben használta a warez szcéna programcsere céljára.

## Fejlesztés
Az AmiExpress programot eredetileg Michael Thomas fejlesztette ki és saját cége, a Synthetic Technologies adta ki és forgalmazta. Az eredeti inspiráció az IBM-kompatibilis PC-kre írt PC Board BBS szoftverből származott és az AmiExpress fejlesztése lényegében ennek klónjaként indult. Michael Thomas PC Boardon működtetett egy BBS oldalt, de nem volt elégedett az akkori PC-platformmal, ezért elhatározta, hogy egy ahhoz hasonló programot ír Amigára.
Michael Thomas két évig folytatta a szoftver fejlesztését 1989 és 1991 között, a terjesztést pedig saját BBS oldalán oldotta meg. Ezután a BBS-ezéssel felhagyva, eladta a program forráskódját, a fejlesztést Joseph Hodge folytatta a LightSpeed Technologies cég keretében 1995-ig.
2018-tól kezdődően - Hodge engedélyével - Darren Coles élesztette újjá az AmiExpress fejlesztését. Az 5.0.0 változat 2018 végén jelent meg a GitHub-on és hosszabb-rövidebb időközönként azóta is érkezik hozzá frissítés. A fejlesztés során a teljes programkód alapjaitól újraírásra került Amiga-E programnyelven. A szoftver jelenleg nyílt forráskódú és az 5.5.0 verziótól visszafelé teljesen kompatibilisnak tekinthető a korábbi 4.x változatokkal, ugyanakkor számos hibajavítást és új funkciókat is tartalmaz.

## Fogadtatás
1995-re az AmiExpress vált a legnépszerűbb BBS alkalmazássá az Amiga platformon.